# Scorpio jordanensis
Espèce
Scorpio jordanensis est une espèce de scorpions de la famille des Scorpionidae.

## Distribution
Cette espèce se rencontre en Jordanie dans les gouvernorats de Balqa, de Ma'an, de Zarqa, d'Aqaba, d'Amman, d'Irbid et de Tafilah et en Syrie dans le gouvernorat de Rif Dimachq,.

## Description
Le mâle holotype mesure 49,69 mm et la femelle paratype 53,53 mm, les mâles mesurent de 42,50 à 53,54 mm et les femelles de 45,70 à 56,90 mm.

## Systématique et taxinomie
Cette espèce a été décrite par Afifeh, Yağmur, Al-Saraireh et Amr en 2024.

## Étymologie
Son nom d'espèce, composé de jordan et du suffixe latin -ensis, « qui vit dans, qui habite », lui a été donné en référence au lieu de sa découverte, la Jordanie.

## Publication originale
- Afifeh, Yağmur, Al-Saraireh & Amr, 2024 : « Revision of the genus Scorpio in Jordan, with a description of a new genus and three new species (Scorpiones: Scorpionidae). » Euscorpius, no 391, p. 1-66 (texte intégral).